# 屈底波·本·穆斯林
阿布·海夫斯·古泰贝·本·埃比·萨利赫·穆斯林·本·阿慕尔·巴希利（阿拉伯语：أبو حفص قتيبة بن أبي صالح مسلم بن عمرو الباهلي，罗马化：Abū Ḥafṣ Qutayba ibn Abī Ṣāliḥ Muslim ibn ʿAmr al-Bāhilī；669年–715/6年），其中间名قتيبة，在唐代史书中译作屈底波，现代又译作古太白，通称屈底波·本·穆斯林或屈底波·并波悉林。他是倭马亚哈里发国（古称白衣大食）的将领，705-715年间任呼罗珊总督（埃米尔），哈里发瓦利德一世在位期间（705-715年），他对河中地区发动大规模进攻，成果巨大。他是个有能力的将军与管理者，将大部分河中地区纳入倭马亚王朝的版图。705-710年间，他稳固了对吐火罗的统治，平定一次大起义，并征服了捕喝（安国都城，即布哈拉），710-712年间，他征服了货利习弥（又名火寻，即花剌子模）和飒秣健（康国，即撒马尔罕），完成了对粟特地区的征服。之后几年，他进攻药杀水（即锡尔河）河谷，将阿拉伯势力推进到拔汗那（费尔干纳谷地）。传说他攻抵喀什，但学者们并不认可这一说法。 
为了强化自己的军力，屈底波大力征召呼罗珊人和河中人入伍，与阿拉伯穆斯林并肩作战。但哈里发瓦利德一世死后，新上任的苏莱曼一世与他关系极差，他担心自己失去地位，于是举兵反叛，但他的部下不愿支持他，反将他杀死。屈底波死后，他的河中征服成果逐渐丧失，直到8世纪40年代，穆斯林才再次攻抵他的征服界限，751年怛罗斯之战后，阿拉伯人对河中的统治才稳固下来。

## 出身及早年生活
屈底波出身于著名的巴希莱部族，669年出生于巴士拉。他的父亲穆斯林·本·阿姆鲁（Muslim ibn ʿAmr）曾得到倭马亚氏族的恩惠，但却在伊斯兰教二次内战的迈斯金战役（691年）中站在穆斯阿卜·本·祖拜尔一边对抗倭马亚军。他在战场上死去，但在临死前，他从哈里发阿卜杜勒·麦立克那里得到了屈底波的安全保证。屈底波后来首先追随安巴萨·本·赛义德（Anbasa ibn Sa'id），在700-701年镇压阿卜杜拉赫曼·本·穆罕默德·本·阿什阿斯叛乱的战斗中，强有力的伊拉克与东方总督哈查只·本·优素福注意到他，在哈查只的帮助下，屈底波率军夺回雷伊，成为该城的长官。
704年底或705年初，哈里发阿卜杜勒·麦立克任命屈底波为呼罗珊总督。当时的呼罗珊驻军主要由两个集团组成：南阿拉伯的也门诸部落（主要有艾兹德部落、赖比尔部落）和北阿拉伯部落（盖斯部落），双方冲突不断，哈查只想通过任命一个不属于这两个阵营的总督来弥合他们的关系。呼罗珊前任总督耶齐德·本·穆赫莱卜任内，艾兹德部族掌握优势，而屈底波出身的巴希莱氏族虽在两大集团中保持中立，但实际更偏向盖斯部族，哈查只此举也有打击艾兹德势力的意味。另外，屈底波自己缺乏强大的部族后盾，也更可能会长期忠诚于哈查只。接下来的十年中，屈底波在中亚进行了成功的征服，巩固并拓展了穆斯林的统治范围，他的军事、外交能力都很出色，更重要的是，他得到了当地伊朗人以及强有力的德赫甘（大地主）们的支持。

## 进攻中亚

### 阿拉伯人的初期进攻
642年，阿拉伯军在纳哈万德战役中彻底打垮了萨珊波斯，初步占领呼罗珊和锡斯坦，10年后，波斯末代国君伊嗣俟三世在木鹿被杀，阿卜杜拉·本·埃米尔率阿拉伯军进抵中亚。674年，总督乌拜杜拉·本·齐亚德率军跨过乌浒水（一名缚刍水，今阿姆河），攻打安国（布哈拉）、戊地国，这也是阿拉伯军第一次向乌浒水对岸发起大规模进攻。赛义德·本·乌斯曼（676-677年在任）攻打呾蜜（一名呾满，今铁尔米兹）、康国（又称飒秣建，今撒马尔罕），穆斯林的第二次内战（683-692年）在呼罗珊引发部族之间的冲突，向中亚的扩张暂时停止。后任总督，如倭马亚·本·阿卜杜拉（694-698年在任）和穆海莱卜·本·阿比-苏弗拉（698-702年在任）等人都对乌浒水对岸发动进攻，但都没能征服中亚诸国。当地的君主们则利用穆斯林之间的争执来尝试赶走他们，支持叛变的穆萨·本·阿卜杜拉·本·哈基姆（Musa ibn Abdallah ibn Khazim），此人于698年控制了呾蜜。不过，河中诸国（昭武九姓国）并不是铁板一块，因内部的矛盾而不能 一致抗敌，这一点也为屈底波所利用。

### 征服吐火罗与捕喝（布哈拉）

呼罗珊、河中、吐火罗地图

屈底波上任后的第一个目标是镇压下吐火罗的叛乱，随着缚喝（今巴尔赫）被占领，这项任务迅速完成。之后他确保了乌浒水上游诸国国君对他的忠诚，其中最值得注意的是石汗那王提什（Tish），他请求屈底波帮助他解决与统治数瞒、忽论两地（在吐火罗山地北麓）的君主的争端，屈底波应邀进攻，但收效不大，被哈查只斥责。波斯人苏莱曼代表屈底波进行谈判，使得报蚤希斯的嚈哒人达干（首领）捺塞（nizak，音译尼查克）向他表示臣服，承诺会随他一起进军。
706-709年，屈底波对粟特地区发起猛攻。当时粟特诸国内部发生冲突，捕喝（布哈拉）被瓦尔丹（Wardana）君主（粟特语Khudah）占领，豪族胡努克（Khunuk）也自称捕喝王。利用这场冲突，屈底波向戊地国进攻，击败粟特军队后，两个月便拿下城市，他在那里留下一些守军后离开，但不久后居民发动了起义。屈底波于是返回并镇压了起义，并洗劫了城市，壮年男子被全部杀死，妇女儿童被卖为奴隶；阿拉伯军获得大量战利品，包括许多盔甲和武器，被用来装备阿拉伯军。这一残忍的行动震惊了整个河中地区，粟特君主们开始联合抗敌，渴石（史国，今沙赫里萨布兹）、那色波（小史，今卡尔希）的君主都团结在瓦尔丹（Wardana）君主的旗帜下，阿拉伯记载突骑施军也有参与，但这不太可能发生。707年的战斗中，屈底波占领了图穆斯凯斯（Tumuskath）和莱塞奈（Ramithana）二城，但粟特军截断了他的后路，他尽力避免战斗，以谈判来拖延时间，后趁机突围，经铁门关，在呾蜜渡乌浒水撤走。708年，他再次进攻，仍不能取胜，激起了哈查只的怒意。709年，哈查只向他传达了新的作战方案：趁粟特联盟领袖瓦尔丹（Wardana）的君主去世的时机，奇袭捕喝。这次奇袭获得了成功，阿拉伯军攻陷城市，索取了20万迪拉姆的贡金，并在城内设置了驻军。不久之后，飒秣建的君主（康国王）突昏出于恐惧向屈底波投降，自愿成为阿拉伯人的附属。
就在这次获胜不久后，709年秋季，下吐火罗的许多小邦起义，他们的领袖是捺塞（nizak，音译尼查克），他本跟随屈底波作战，后又借机逃回吐火罗发动起义，参加的还有耶尔甘（Yalqan）、法里亚布（Faryab）和缚喝的统治者。为了鼓动整个地区起来叛乱，捺塞强迫吐火罗名义上的共主吐火罗叶护加入叛乱，但吐火罗叶护不愿反抗，于是捺塞将其囚禁。因为年时已晚，穆斯林大军多半已解散，屈底波派其兄弟阿卜杜拉赫曼（Abd al-Rahman）率木鹿的驻军（约1.2万人）前往缚喝，以稳固穆斯林在吐火罗的控制，事实证明，及时的进军阻止了其他当地君主加入起义，次年春天，阿卜杜拉赫曼几乎兵不血刃地重建了对吐火罗的统治，大部分叛乱领袖投降或逃走，捺塞被俘，在哈查只的命令下，屈底波违背承诺处死了他，吐火罗叶护被解往大马士革关押。阿拉伯人开始在当地统治者处派遣代表，使得前者逐渐降到次要的位置，从而削弱了当地小国的独立性，巩固了阿拉伯人的统治。阿卜杜拉赫曼还在缚喝附近设置阿拉伯驻军，以监视这一地区。继捺塞之后，统治数瞒、忽论两地的君主也起兵对抗阿拉伯人，屈底波率军进攻，攻克其堡垒，杀死该君主，处决其部下，随后穿过铁门关，攻陷渴石和那色波，重返捕喝，调节了当地人与阿拉伯人的关系，将粟特王子笃萨波提（Tughshada）扶上捕喝（安国）王位，并在城中设置了阿拉伯人的军事殖民地。712-713年，他又在捕喝城内要塞中修建了清真寺，但尽管阿拉伯当局通过给予金钱来鼓励当地人参加礼拜，伊斯兰教的发展仍十分缓慢。
同时，屈底波做了之前极具意义，且之前的阿拉伯总督所未做过的事情：大量征召呼罗珊人来组成阿拉伯人的辅助部队，他征集了约1-2万名当地人，其中大部分尚未皈依伊斯兰教，这一举措后来在新征服的粟特地区、货利习弥同样被使用。学者吉布认为，这是因为穆斯林们需要更多的军队来控制并继续征服新领土，同时也有掌握并消耗当地人力，以此来预防叛乱的意图；他还认为，屈底波可能也想通过建立一支新部队来打造自己的权力基础。约712年，屈底波还从呼罗珊、吐火罗、粟特的当地贵族中招募士兵，组成了一支特殊部队，称为“弓箭手”, 他们的射箭技艺极其高超，以至得了“将箭射入瞳孔的弓箭手（rumāt al-buduq）”之名，成为屈底波的亲卫队。皈依的呼罗珊人中，海扬·安-纳巴提（Hayyan an-Nabati）是最著名的首领，在塔巴里的记载中多次出现，他不仅是呼罗珊部队的长官，还多次担负了与粟特人谈判的任务。
711年底，哈查只命令屈底波进攻谢䫻，其君主被阿拉伯人称为“尊比尔”，长期被视为阿拉伯人的眼中钉，因为该国威胁着他们对锡斯坦的统治，而且他们之前的数次远征均以失败告终，战后，该国向阿拉伯人缴纳贡金以换取和平。穆斯林一方还认为该国的独立威胁到了他们对吐火罗诸国的统治，因为这些小邦可能会向谢䫻寻求支持。屈底波带着大军向南前进，但尊比尔表示要臣服于阿拉伯人并交纳贡金，屈底波不愿在谢䫻国的群山中冒险作战，于是表示接受而返回，没有留下驻军，一等阿拉伯军离开，尊比尔就停止了进贡。屈底波的胜利，以及同时期穆罕默德·本·卡西姆在印度西北部的成功征服激起了阿拉伯人的热情，据说哈查只曾许诺：屈底波和卡西姆谁先踏上中国的领土，谁就可以做中国的长官。

### 征服货利习弥（花剌子模），进军药杀水（锡尔河）流域
屈底波在南方作战时，飒秣建人于710年推翻了顺从于阿拉伯人的康国王突昏，拥立新王乌勒伽，他可能还遣使上书唐朝求援。于是屈底波决定于711-712年的冬季进攻飒秣建，就在此时，货利习弥（火寻国，即花剌子模）沙的使者到达屈底波军中。
7世纪90年代中期，时任呼罗珊总督倭马亚·本·阿卜杜拉曾迫使货利习弥屈服，但阿拉伯人一撤走，他们的君主就撕毁了条约，后来耶齐德·本·穆哈拉布（702-704年任总督）也曾发动进攻，但不成功。屈底波时，时任货利习弥君主契甘（Chigan，一名吉甘（Jigan），见10世纪学者阿布·本·巴勒阿米的记载）面临着来自他的弟弟库尔拉扎德（Khurrazadh）和附近的哈姆吉尔德（Khamjird）国国王的双重威胁，于是遣使求助于屈底波，许诺事成之后承认阿拉伯人的宗主权，给他们金钱、牲畜，并长期纳贡以示感谢。于是屈底波表面宣称自己将进攻粟特，实际上火速前往货利习弥，神兵天降般来到其首都哈扎拉斯普。他的兄弟阿卜杜拉赫曼率军打败哈姆吉尔德军，杀死其王，俘虏四千人，又将他们全部杀掉，库尔拉扎德和他的手下同样被抓获并处死。屈底波离开后不久，当地人民起义，杀死了国王契甘，于是他任命自己的兄弟阿卜杜拉·本·穆斯林前往货利习弥担任总督，但起义直到屈底波攻占飒秣建后派出大军才被平定。货利习弥原本的阿夫里格王朝得以保留，阿斯卡贾穆克二世得以继续统治，但穆斯林军在当地造成了极大的破坏：11世纪的花剌子模学者比魯尼把他们的进攻比作野蛮人的劫掠，他们屠杀鼓动起义的当地精英阶层，摧毁了很多文化瑰宝,甚至破坏手抄本。离开货利习弥后，因为他的部队感到疲倦，渴望终止战斗，屈底波将部队带回木鹿，但半路上他又突然转向飒秣建进军，而当地的粟特守军大部分已解散，在捕喝和货利习弥仆从军的帮助下，阿拉伯人打败守军，包围该城。康国王乌勒伽和城内的民众坚持抵抗，还向赭石（石国，今塔什干）和拔汗那（费尔干纳）求援。石国王莫贺咄吐屯派遣一支强大的军队前来，但被阿拉伯人伏击歼灭。消息传到城中时，阿拉伯人的攻城武器已经破坏了城墙，乌勒伽被迫求和。但屈底波却出人意料地提出了宽大的条件：每年缴纳贡赋，像捕喝和货利习弥一样提供仆从部队，在城中建立清真寺，允许阿拉伯军在城中礼拜。但一进入城内，屈底波就背信弃义地控制全城，设置了驻军，任命一个兄弟为当地总督，禁止非穆斯林进入城中堡垒。乌勒伽和随从被迫离开城市，前往北方建立新城法兰卡斯（Farankath）居住。这一不光彩的行径虽使得河中地区的大部分落入阿拉伯人控制之下（尽管是暂时的），但也大大损害了屈底波在粟特人中的威望。
阿拉伯人记载提到，粟特君主们请求突厥人支援，712年，后突厥汗国大军在默矩（未来的毗伽可汗）和阙特勤等人的率领下，攻杀突骑施可汗娑葛，阙特勤碑记载，他们乘胜攻入河中，直抵铁门关，与飒秣建的穆斯林守军发生冲突，之后他们与屈底波在坎加拉斯地方交战，双方都损失惨重，突厥军被迫撤走，阿拉伯记载称“中国皇帝之侄”参战，可能指的就是默啜可汗之侄阙特勤，马小鹤则认为，后突厥军队并不是应粟特人请求而来，这只是一场遭遇战。
之后的两年里，屈底波继续拓展倭马亚王朝的版图，攻打药杀水（锡尔河）流域。713年初，阿拉伯大军与2万河中仆从军开始向药杀水进军，屈底波命令河中军队去进攻赭石，他们成功地攻下了城池，他本人则率阿拉伯军进军俱战提（今苦盏）与拔汗那。关于这次远征记载不多，可以知道的是，他们在俱战提和东曹国的米纳克（Minak）取胜，并遣使唐朝，在中文史料中也有记载。塔巴里记载，屈底波攻至中国人的土地，直到喀什噶尔，但现代史家认为这一说法不符合事实。714年，屈底波再次沿药杀水进军（可能以赭石为基地），但收到他的后台哈查只去世的消息后，他无法确定自己是否还能保有职位，于是率军返回木鹿。

### 叛乱与死亡
哈里发瓦利德一世迅速重新确认了屈底波的呼罗珊总督职位，并将呼罗珊自伊拉克总督辖下独立出来，但他的地位还是有潜在的威胁：阿拉伯军队因连续的征战而疲倦，部落之间的矛盾依然突出，其中最强大的一些集团逐渐疏远了屈底波。当地伊朗人部队仍愿支持他，但他们的领袖海扬·安-纳巴提（Hayyan an-Nabati）已经开始暗中反对屈底波。屈底波没有意识到威胁，准备发起715年的远征，这次作战中，他计划彻底征服拔汗那，占领整个药杀水谷地，他唯一担心的是，他的宿敌耶齐德·本·穆赫莱卜可能会在哈查只死后重新得到哈里发的宠幸，于是采取一些预防措施，将家人和财富从木鹿搬到赭石，并在乌浒水上设置了一支警卫部队。
715年，屈底波在拔汗那取得了成功，中文史籍记载，他与吐蕃共立阿了达为拔汗那王，逐走旧王。但这时他收到了哈里发瓦利德去世，其弟苏莱曼继位的消息，这位新哈里发与屈底波有宿怨，因为后者曾建议将他排除出继承序列。尽管苏莱曼再次确认了他的总督地位，屈底波仍然担心自己很快就会被撤换，与新政权交涉失败后，他决定起兵反抗，但他手下的阿拉伯部队不愿支持，当地士兵虽愿支持他，但被他们的长官海扬·安-纳巴提阻止。只有他的家人、他所出身的巴希莱部族成员以及亲卫队（包括上文中的弓箭手部队）站在屈底波一边，反对派以台米木部落成员为首，推举瓦基·本·苏德·台米米（Waki ibn Abi Sud al-Tamimi）为领袖。715年8月（塔巴里的说法）或716年初（伊本·古泰拜的说法），屈底波和其身边的家人在拔汗那被杀，瓦基·本·苏德·台米木继任总督，带领部队返回木鹿。
另外，715年当年，唐将张孝嵩应拔汗那旧王请求，发兵于当年12月（開元三年十一月）攻破拔汗那，赶走阿了达，许序雅和王小甫都认为，从时间上讲，屈底波时已被杀，阿拉伯军也已离开，唐军可能只是与吐蕃军有交战。

## 影响、后人
屈底波死后。阿拉伯人在河中的统治迅速瓦解。他的继任者们在当地人心中没有威望，面对叛乱与突骑施汗国的进攻，他们也力不从心。河中的大部分地区不是被放弃，就是成为了双方反复争夺的地区。这一时期中，阿拉伯人遭遇数次惨败，如“渴水日之战”（724年）和“隘路之战”，他们内部的冲突也恶化了局势。直到738年奈斯尔·本·赛雅尔上任总督后，倭马亚王朝才重建了对河中大部分地区的统治，751年，阿拔斯王朝部队在怛罗斯战役中打败唐军，河中诸国彻底臣服于阿拉伯人。在吐火罗以南，谢䫻的“尊比尔”仍然拒绝向阿拉伯人纳贡 ，直到9世纪才被最终征服。
屈底波在中亚征服和伊斯兰化上发挥了关键作用，纳尔沙希等穆斯林史家记载，在费尔干纳出现了几座屈底波墓，成为朝圣者的崇拜地。屈底波的子孙也曾继续出任高官，他的儿子盖坦（Qatan ibn Qutayba）曾任捕喝（布哈拉）总督，另一个儿子塞尔姆曾任巴士拉、雷伊的总督，侄子穆斯林（Muslim ibn Abd al-Rahman ibn Muslim）任捕喝（巴尔赫）总督。他的孙辈，尤其是塞尔姆的后代继续在阿拔斯王朝出任高官直到9世纪。

## 引用
1. 1 2 3 4 5 6 7 8 9  Bosworth 1986，第541頁.
2. 1 2  王钦若. . 周勛初等校訂. 南京: 鳳凰出版社. 2006: 卷999. ISBN 9787806435861.
3. ↑  纳忠. . 文史知识. 1995, (10): 4-7.
4. ↑  菲利普·希提. . 由马坚翻译. 北京: 新世界出版社. 2008: 189. ISBN 9787510453267.
5. ↑  王小甫 1992，第140頁.
6. ↑  Crone 1980，第136–137頁.
7. ↑  Fishbein 1990，第181, n. 649頁.
8. ↑  Crone 1980，第137頁.
9. ↑  Gibb 1923，第24–27頁.
10. ↑  Shaban 1970，第61頁.
11. ↑  Wellhausen 1927，第429–430頁.
12. ↑  Gibb 1923，第29–30頁.
13. ↑  Litvinsky, Jalilov & Kolesnikov 1996，第453–456頁.
14. ↑  季羡林 2000，第96頁
15. ↑  Robinson, p. 763.
16. ↑  王小甫 1992，第98頁
17. ↑  Gibb 1923，第19-20頁
18. ↑  Kennedy 2007，第236–243頁.
19. ↑  Kennedy 2007，第243–254頁.
20. ↑  Litvinsky, Jalilov & Kolesnikov 1996，第456–457頁.
21. 1 2  季羡林 2000，第106頁
22. ↑  季羡林 2000，第107-108頁
23. ↑  岑仲勉 1958，第142-152頁
24. ↑  王治来 2010，第246頁
25. 1 2 3  薛宗正 1992，第648-650頁
26. 1 2 3  王小甫 1992，第140-143頁
27. ↑  王小甫 1992，第96-97頁
28. ↑  Gibb 1923，第31–32頁.
29. ↑  Litvinsky, Jalilov & Kolesnikov 1996，第457–458頁.
30. ↑  Gibb 1923，第33–34頁.
31. ↑  Wellhausen 1927，第434–435頁.
32. ↑  王治来 2010，第247-248頁
33. ↑  Gibb 1923，第34–35頁.
34. 1 2 3 4  Litvinsky, Jalilov & Kolesnikov 1996，第458頁.
35. ↑  Gibb 1923，第35–36頁.
36. 1 2  Shaban 1970，第65頁.
37. ↑  Wellhausen 1927，第435頁.
38. ↑  王治来 2010，第249-250頁
39. ↑  Gibb 1923，第36–38頁.
40. ↑  Shaban 1970，第66–67頁.
41. ↑  Gibb 1923，第38–39頁.
42. ↑  Shaban 1970，第67頁.
43. 1 2  Gibb 1923，第40頁.
44. ↑  Shaban 1970，第65–66, 70頁.
45. ↑  Gibb 1923，第40–41頁.
46. ↑  Shaban 1970，第71–72頁.
47. ↑  季羡林 2000，第955-956頁
48. ↑  Shaban 1970，第67–69頁.
49. ↑  Bosworth 1986，第541–542頁.
50. ↑  Gibb 1923，第41–42頁.
51. ↑  Shaban 1970，第69頁.
52. ↑  Barthold 1928，第185頁.
53. ↑  王治来 2010，第249頁
54. ↑  Gibb 1923，第42頁.
55. 1 2  Wellhausen 1927，第436頁.
56. ↑  Nerazik & Bulgakov 1996，第228–229頁.
57. ↑  Nerazik & Bulgakov 1996，第229–230頁.
58. ↑  Gibb 1923，第42–43頁.
59. ↑  Barthold 1928，第1頁.
60. ↑  Gibb 1923，第43頁.
61. ↑  Nerazik & Bulgakov 1996，第230–231頁.
62. ↑  Gibb 1923，第44頁.
63. 1 2 3 4 5  Bosworth 1986，第542頁.
64. ↑  Gibb 1923，第44–45頁.
65. ↑  Shaban 1970，第69–71頁.
66. ↑  马小鹤 1982，第72-81頁
67. ↑  季羡林 2000，第86頁
68. ↑  Gibb 1923，第48–51頁.
69. ↑  Gibb 1923，第51頁.
70. ↑  Shaban 1970，第74頁.
71. ↑  Gibb 1923，第51–52頁.
72. ↑  Wellhausen 1927，第441–443頁.
73. 1 2  王小甫 1992，第147-149頁
74. ↑  Gibb 1923，第52–54頁.
75. ↑  Shaban 1970，第75頁.
76. ↑  Wellhausen 1927，第439–444頁.
77. ↑  许序雅 2001，第19-29頁
78. ↑  Gibb 1923，第55, 61–87頁.
79. ↑  Blankinship 1994，第125–129, 155–161, 176–182頁.
80. ↑  Litvinsky, Jalilov & Kolesnikov 1996，第459–461頁.
81. ↑  Gibb 1923，第88–95頁.
82. ↑  Blankinship 1994，第182–184頁.
83. ↑  Litvinsky, Jalilov & Kolesnikov 1996，第461–462頁.
84. ↑  Gibb 1923，第54頁.
85. ↑  Blankinship 1994，第110頁.
86. ↑  Barthold 1928，第160頁.
87. ↑  Gibb 1923，第56頁.
88. ↑  Crone 1980，第137–138頁.

## 延伸阅读
- Stark, Sören. . Der Islam. 2018, 95 (2): 367–400. doi:10.1515/islam-2018-0027.

| 前任者： 穆费德尔·本·穆赫莱布 （al-Mufaḍḍal ibn al-Muhallab） | 倭马亚王朝的呼罗珊总督 705–715 | 繼任者： 瓦基·本·苏德·台米米 （Waki ibn Abi Sud al-Tamimi） |